# La cumbia del mole
«La cumbia del mole» es una canción típica de oaxaca escrita e interpretada por la cantante mexicana Lila Downs, lanzada como sencillo del álbum La cantina en el año 2006. Esta canción describe como se hace el mole.
En la canción, Lila hace alusión a la preparación de este platillo mexicano y a las festividades y tradiciones del Estado de Oaxaca, este sencillo logró posicionarse entre los primeros lugares de popularidad en México, Estados Unidos, Canadá y Reino Unido. En este mismo álbum se incluyó una versión en inglés de «La cumbia del mole».

## Video
En el video de este sencillo aparece Lila Downs cantando en un puesto de semillas acompañada de una banda de música, también sale acompañana por la cocinera Abigail Mendoza junto con sus hermanas haciendo la preparación del mole, en la trama aparecen los ingredientes de este platillo, el valle de Oaxaca y la Virgen de la Soledad, las locaciones fueron en el mercado de Teotitlán del Valle en Oaxaca.

## Posicionamiento en las listas
| Argentina            | Argentina Top 100         | 1  |
| Bolivia              | Charts Bolivia            | 5  |
| Chile                | Chile Singles Charts      | 7  |
| Colombia             | Colombia Singles Charts   | 4  |
| Costa Rica           | Top 15                    | 9  |
| Ecuador              | Ecuador Top 50            | 5  |
| España               | Airplay España            | 1  |
| España               | Los 40 Principales        | 20 |
| Estados Unidos       | Billboard Latin Songs     | 25 |
| Estados Unidos       | Billboard Latin Pop Songs | 10 |
| Guatemala            | Las Veinte Latinas        | 7  |
| Honduras             | Centro Singles            | 9  |
| México               | Monitor Latino            | 2  |
| Nicaragua            | Top Ten Latino            | 3  |
| Paraguay             | Paraguay Singles Charts   | 11 |
| Perú                 | Perú Top Singles          | 6  |
| Panamá               | Panamá Top 50             | 12 |
| Puerto Rico          | Top Latin                 | 1  |
| República Dominicana | Caribe Charts             | 8  |
| Uruguay              | Uruguay Singles Charts    | 9  |
| Venezuela            | Venezuela Top 100         | 5  |